# Pic de Font Blanca
Pic de Font Blanca eller Pic du Port är en bergstopp i Andorra på gränsen till Frankrike.  Den ligger i den norra delen av landet. Toppen på Pic de Font Blanca är 2 903 meter över havet.
Den högsta punkten i närheten är 3 100 meter över havet, 11,2 kilometer väster om Pic de Font Blanca.
I trakten runt Pic de Font Blanca förekommer i huvudsak kala bergstoppar och gräsmarker.